# Joseph Lade Pawsey
Joseph Lade Pawsey (14 de mayo de 1908 – 30 de noviembre de 1962) fue un científico australiano, radiofísico y pionero en el campo de la radio astronomía.

## Educación
Pawsey nació en Ararat, Victoria, en una familia de granjeros. A los catorce años de edad obtuvo una beca del estado para estudiar en el Wesley College de Melbourne, seguida de otra beca para estudiar en la Universidad de Melbourne. En 1929 se graduó en ciencias, obteniendo su maestría en 1931.
Una nueva beca de investigación le permitió acudir a Inglaterra para estudiar en la Universidad de Cambridge, donde trabajó bajo la dirección de J.A. Ratcliffe. Se dedicó al estudio de los efectos de la ionosfera en la propagación radiofónica, descubriendo la presencia de irregularidades en la Capa Kennelly-Heaviside, de vital importancia para el posterior desarrollo de la física ionosférica. En 1935 obtuvo su doctorado por Cambridge; y en septiembre de aquel año se casó con Greta Lenore Nicoll, una canadiense de 32 años.
A partir de 1939, Pawsey inició su trabajo como físico investigador en la compañía EMI.

## Carrera
En febrero de 1940, Pawsey regresó a Australia para trabajar en la División de Radiofísica recientemente formada en el CSIR (más tarde rebautizado como CSIRO). El equipo dirigido por Pawsey desarrolló un sistema de microondas para la Armada Australiana, mientras que un segundo grupo al que supervisaba investigó el fenómeno de la "súper-refracción" de las ondas radiofónicas en la atmósfera terrestre. Pawsey continuó como físico de investigación en la División de Radiofísica hasta 1962, después de ser nombrado jefe asistente de la división en 1952.
Al final de la Segunda Guerra Mundial se convirtió en un pionero de la nueva ciencia de la radioastronomía. Su interés fue provocado por el descubrimiento de ondas radiofónicas procedentes de la Vía Láctea y por los informes sobre intensas interferencias sobre las ondas métricas del radar causadas por las perturbaciones solares. Para investigar este último fenómeno, Pawsey colaboró con Ruby Payne-Scott y con Lindsay McCready, utilizando una antena de la Real Fuerza Aérea Australiana existente en Collaroy, un suburbio al norte de Sídney. Además de confirmar que el Sol era una fuente de ruido radiofónico, sus datos también mostraron que la temperatura en algunas regiones del Sol podían alcanzar un millón de grados. Esta temperatura era de lejos mucho más alta de lo que se había pensado hasta entonces. Posteriormente, los trabajos del físico David Forbes Martyn demostraron que las máximas temperaturas en la corona solar pueden alcanzar un millón de grados. Las observaciones realizadas con la antena de Collaroy no sólo marcaron el principio de la radioastronomía en Australia, sino que también supusieron las primeras experiencias radioastronómicas que habían proporcionado información importante sobre un problema en astronomía óptica tradicional.
La introducción de la interferometría fue probablemente su contribución más importante a la radioastronomía. A principios de 1946 centró su atención en las manchas solares como fuente del fuerte ruido radiofónico fluctuante. Para vencer las limitaciones de las antenas disponibles, Pawsey utilizó interferometría marina, iniciando sus trabajos en Dover Heights, una posición más ventajosa que Collaroy. Las observaciones confirmaron más allá de cualquier duda que las manchas solares son la fuente del fuerte aumento del ruido radiofónico. Este trabajo fue confirmado cuatro meses más tarde por los radio astrónomos de la Universidad de Cambridge, dirigidos por Martin Ryle.
Miembros del grupo de Pawsey idearon técnicas posteriormente incorporadas para su uso general en radioastronomía, realizando descubrimientos importantes sobre las fuentes discretas de emisión radiofónica en la Vía Láctea y en galaxias externas. Pawsey desarrolló algún trabajo propio, pero su foco principal de atención estaba centrado en dirigir y administrar sus equipos de investigación, que trabajaban separadamente para poder comparar sus resultados, y a veces compitiendo directamente entre ellos. De carácter recto, sincero y humilde, era muy generoso en reconocer las consecuciones de sus colegas. Su subordinado Paul Wild, quien en 1971 fue nombrado jefe de división, dijo de él:
Joe Pawsey era el ... padre de la radioastronomía en Australia. ... Su influencia en el crecimiento de la radioastronomía en Australia era grande porque … se preocupó de dotarnos de las condiciones ideales, de un entorno ideal para permitir que todo el mundo pudiera utilizar su iniciativa propia. ... Era un jefe maravillosamente inspirador, muy discreto y sin adjudicarse ningún mérito, una delicia trabajar a sus órdenes. ...  [Sus consejos] a menudo eran muy perspicaces, muy buenos".
Las autoridades internacionales dieron mucho mérito a su liderazgo. En 1963, en su introducción al Simposio de Utrecht sobre el Espectro Solar, el Profesor M.G.J. Minnaert remarcó:
La historia de la radio espectroscopia solar es principalmente la historia del trabajo australiano en este tema. En cada reunión de la UAI, en cada simposio importante en radio astronomía, especialistas altamente competentes como Wild, Smerd y Christianson, al mando de la personalidad dinámica de ... Pawsey, han sido capaces de anunciar progresos espectaculares.
En 1952, Pawsey fue nombrado presidente de la Comisión de Radioastronomía de la Unión Astronómica Internacional, cargo que ocupó hasta 1958. En 1960 y 1961 presidió la Rama Australiana del Institute of Physics. Fue nombrado director del Observatorio de Radioastronomía Nacional de los EE. UU. en 1962, pero antes de poder tomar posesión del cargo murió en Sídney víctima de un tumor cerebral. Fue sobrevivido por su mujer, dos hijos y una hija.

## Premios y honores
- Medalla Thomas Ranken Lyle, 1953.[8][9]
- Miembro de la Royal Society, 1954.[10]
- Medalla y Lectura Matthew Flinders, 1957.[11]
- Medalla Hughes de la Royal Society, 1960.
- Socio de la Fundación de la Academia Australiana de Ciencia, 1954; y miembro de la Academia Australiana de Ciencia (1954).[12]
- Doctor Honorario por  la Universidad Nacional Australiana, 1961.
- El Medalla Pawsey de la Academia Australiana de Ciencia, que se otorga desde 1967 para conmemorar sus contribuciones a la ciencia en Australia.
- La Conferencia Conmemorativa Pawsey, leída anualmente por un científico destacado.

## Eponimia
- El cráter lunar Pawsey conmemora su nombre.[13]
- También lleva su nombre el Pawsey Centre, sede de las instalaciones de un supercomputador; lugar de trabajo de los expertos que investigan en el radiotelescopio internacional Square Kilometre Array; y escenario de otras actividades científicas de alto nivel (basado en el Parque de Tecnología de Bentley, en un suburbio de Perth).[14]